# Patrola (film)
Patrola (v anglickém originále End of Watch) je americký kriminální film z roku 2012 režírovaný i napsaný Davidem Ayerem. Film je částečně natočený formou found footage a sleduje každodenní službu dvou losangeleských policistů, které ztvárnili Jake Gyllenhaal a Michael Peña. Ve vedlejších rolích se dále objevili Natalie Martinez, Anna Kendrick, David Harbour, Frank Grillo a America Ferrera.

## Děj
Losangeleští policisté Brian Taylor a Mike Zavala jsou dlouholetými parťáky i přáteli, kteří mají za úkol dohlížet na jižní Los Angeles, čtvrť vyznačující se vysokou kriminalitou. Taylor, coby veterán americké námořní pěchoty, natáčí jejich denní rutinu na kameru pro vysokoškolské studenty z edukativních důvodů.
Oba policisté slaví úspěchy v osobním životě; Taylor si najde přítelkyni Janet, s níž se později zasnoubí, a Zavala přivítá se svou manželkou Gabby na svět prvního potomka. Oblast města, na kterou Brian s Mikem dohlíží, je však konstantně zmítaná válkou latinskoamerických a afroamerických gangů. Poté, co oba strážníci odhalí obchody s lidmi i drogami, začne je pronásledovat nebezpečný mexický drogový kartel.
Koncem filmu otěhotní i Janet. Během krvavé závěrečné přestřelky s členy kartelu je Taylor vážně zraněn a Zavala zabit. Když má Brian na pohřbu svého parťáka pronést smuteční řeč, vlivem zármutku ze sebe dokáže vydat jen pár slov.

## Obsazení
| Jake Gyllenhaal  | Brian Taylor         |
| Michael Peña     | Miguel "Mike" Zavala |
| Natalie Martinez | Gabby Zavala         |
| Anna Kendrick    | Janet Taylor         |
| David Harbour    | Van Hauser           |
| Frank Grillo     | seržant Daniels      |
| America Ferrera  | Orozco               |

## Výroba
Režisér a scenárista David Ayer sám v jižním Los Angeles vyrostl, a dokonce měl mnoho přátel v LAPD. Už dříve napsal několik scénářů pojednávajících o policejní práci v kalifornském největším městě, v případě Patroly se ovšem tvůrce místo zkorumpovaných důstojníků soustředil na dva správné a hrdinné strážníky, a zejména na silné přátelské pouto mezi nimi.
Jake Gyllenhaal i Michael Peña přijali práci na filmu přijali téměř ihned poté, co jim byla nabídnuta. Oba herci museli podstoupit intenzivní půlroční trénink, který je připravil na jejich role. Zároveň se během natáčení postupně stali blízkými přáteli.

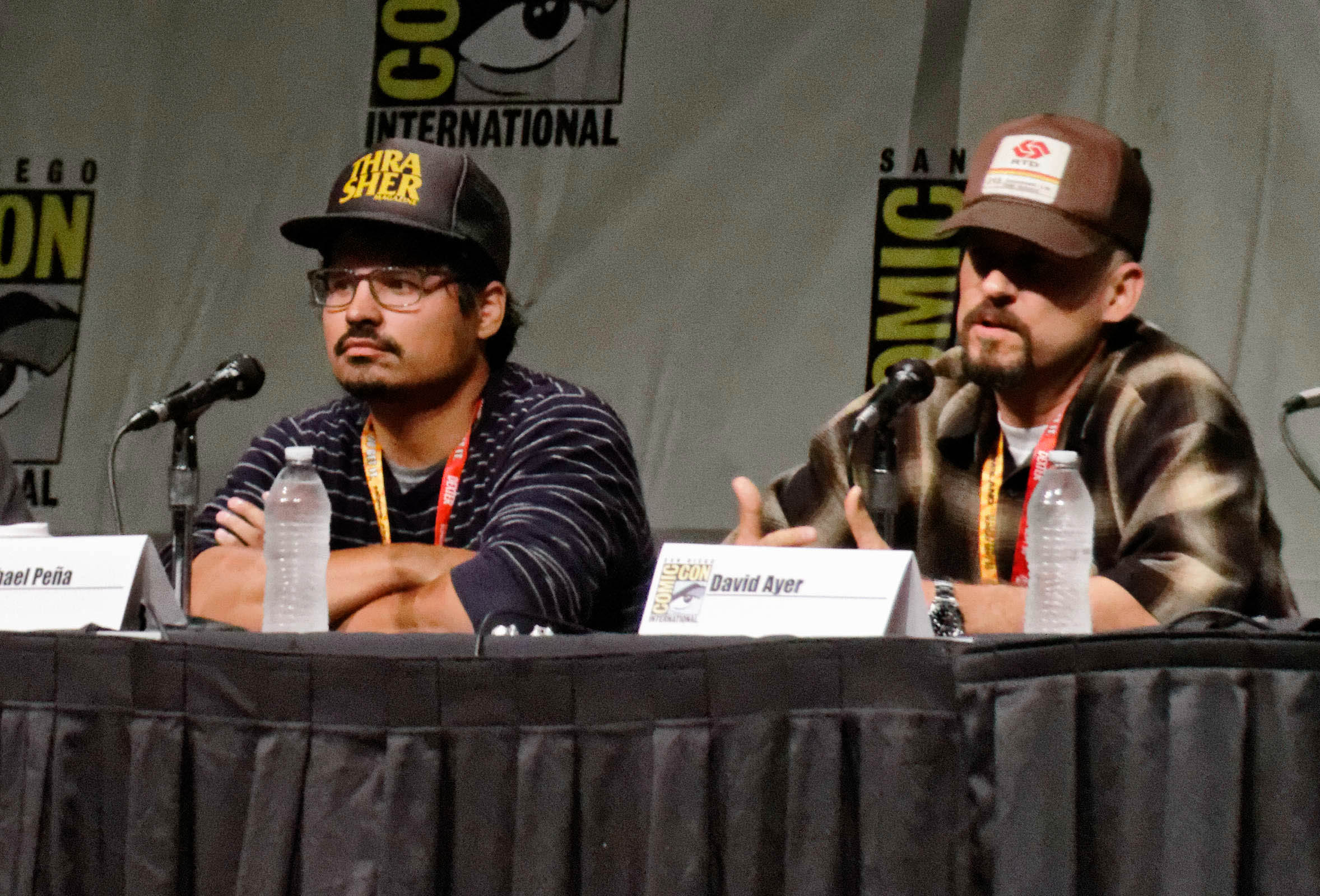
Michael Peña a David Ayer na Comic-conu v San Diegu

Natáčelo se 22 dní v průběhu srpna 2011 v Los Angeles. Vzhledem k tomu, že snímek byl kromě tradiční kamery natočen i za použití tzv. found footage, některé scény točil samotný Gyllenhaal.

## Přijetí
Film měl premiéru na Mezinárodním filmovém festivalu v Torontu 8. září 2012 a krátce poté byl zveřejněn v amerických kinech.
Snímek se dočkal vřelých recenzí. Kritici si pochvalovali především charismatické výkony ústředního hereckého dua a zvolenou formu, která dodala Patrole na autenticitě. Film obdržel i mnohá ocenění, včetně dvou nominací na Independent Spirit Awards.